# Akō rōshi: Ten no maki, chi no maki
Pour plus de détails, voir Fiche technique et Distribution.
Akō rōshi: Ten no maki, chi no maki (赤穂浪士 天の巻 地の巻) est un film de samouraï japonais réalisé par Sadatsugu Matsuda, sorti en 1956 dont le sujet est l'histoire des quarante-sept rōnin.

## Distribution
- Harue Akagi : Woman at terrace house
- Ushio Akashi : Hikoemon Yasui
- Ryūtarō Aoyagi : Gempachi Kondō
- Koji Arima : Tōzaemon Hayamizu
- Mitsuo Asano : Merchant at Edo D
- Chiyonosuke Azuma : Takuminokami Asano
- Hideo Azuma : Genta, running man
- Shinobu Chihara : Yūzuyu-dayū
- Ryutaro Chikamatsu : Shichirōemon Tamamushi
- Iwao Daimaru : Kichiemon Terasaka
- Shūsuke Daimonji : Denshirō Fukai
- Tokuma Dan : Yasuke
- Hiroshi Fujikawa : Ichigaku, Shimizu
- Kin'nosuke Fujiki : Guard at Densō's house
- Ichirō Fukui : Sanji, townsman
- Hiroshi Funai : moine au temple Sengaku
- Susumu Funazu : Merchant at Edo B
- Sentarō Fushimi : Chikara Ōishi
- Kensaku Hara : Gengoemon Kataoka
- Kyōichi Hara : Suke'emon Tomimori
- Tominosuke Hayama : Kyūdayū Mase
- Kan Hitomi : Hikoroku Muroi
- Masao Hori : Seikurō Nakamura
- Yūji Hori : Yasubei Horibe
- Michiko Hoshi : Sachi, la femme de Yasubei
- Utaemon Ichikawa : Kuranosuke Ōishi
- Katsuya Ishimaru : Pilgrim A
- Ryōei Itō : Gohei Mikuniya
- Kunio Kaga : Heishichi Kobayashi
- Ryōsuke Kagawa : Kurobei Ōno
- Yūji Kamishiro : Isuke Maehara
- Takashi Kanda : Koheita's brother
- Chiezō Kataoka : Sakon Tachibana
- Eijirō Kataoka : Koheita Mōri
- Masao Katō : Merchant E
- Yoshi Katō : Jūdai Onodera
- Gorō Kawabe (ja) : Gondayū
- Mitsukazu Kawamura : Kanroku Chikamatsu
- Kazuo Kishida : Pupil of Bokuan
- Chizuru Kitagawa : Ochika
- Sōji Kiyokawa : Denzō Shibue
- Masaru Koganei : Sondayū Okuda
- Osamu Koganei : Jirōzaemon Mimura
- Kanji Koshiba : Gengo Ōtaka (comme Masaya Sanjō)
- Isamu Kosugi : Hyōbu Chisaka
- Michimaro Kotabe : Sonosuke Okamura
- Takeshi Kumagai : Han'nojō Sugaya
- Kenji Kusumoto : Yogorō Kanzaki
- Koichi Kuzuki : Heiemon Iki
- Akitake Kōno : Kinsuke
- Tsukie Matsuura : Tan, la femme de Jūdai
- Hachirō Minamoto : Kibei Muramatsu
- Masao Mishima : Bokuan Maruoka
- Mitsuko Miura : Riku, la femme de Ōishi
- Hiroshi Mizuno : Matazaemon Fujii
- Nao Momoki : Yosobei Kajikawa
- Hajime Morita : Kichizaemon Yoshida
- Kōji Murata : Pilgrim B
- Kikue Mōri : la femme de Sōhen
- Kinnosuke Nakamura : Shōzaemon Oyamada
- Tokijirō Nakamura : Kingo Mano
- Fumio Nakano : Shimbei Hiraya
- Masaharu Nakano : Jurōzaemon Isogai
- Shimezō Nakano : Sakyōnosuke Date
- Shōsaku Oda : Merchant at Edo A
- Ikuo Oka : Hisakazu Seki
- Kajō Onoe : Sōemon Hara
- Namiko Rokujō : Waka, la femme de Yahei
- Ichirō Ryūzaki (ja) : Awajinokami Wakisaka
- Kiyoshi Sawada : Tsunayoshi, shōgun
- Eitarō Shindō : Jinjūrō, alias 'Spider'
- Kyōji Sugi (ja) : Tachū Matsubara
- Kenji Susukida : Yahei Horibe
- Hizuru Takachiho : Osen
- Jiro Takagi : Yūnoshin Katada
- Kinnosuke Takamatsu : Sōemon Hozumi
- Yuriko Tashiro : Sachi
- Kazuo Tokita : Seikichi, head clerk at Mikuniya
- Ryūnosuke Tsukigata : Kozukenosuke Kira
- Tetsunosuke Tsukigata : Tadashichi Takebayashi
- Reiji Tsumura : Genzō Akagaki
- Hideki Tōgū : Tsunanori Uesugi
- Kyōji Tōyama : Smpei Sugano
- Chie Ueki : Okū
- Motoharu Ueki : Kichichiyo
- Yoshiharu Ueki : Daizaburō
- Harumi Urazato : Oryū
- Jun Usami : Dewanokami Yanagisawa
- Rokurō Wakai : Merchant at Edo E
- Eisaburō Yamamura : Gen'emon Tomura
- Hachiro Yamauchi : Takichi, townsman
- Kunijirō Yanagi : Merchant at Edo C
- Keiko Yashioji : Okiku - waitress
- Eriko Yoshida : Osan, waitress
- Yoshio Yoshida : Genta, stone seller
- Machiko Yoshii : Shinobu's maid
- Yūjirō Ōmi : Matanojō Shiota
- Ryūtarō Ōtomo : Hayato Hotta
- Kinuko Ōtori : Oyone - waitress